# St. Lambertus (Burgdorf)

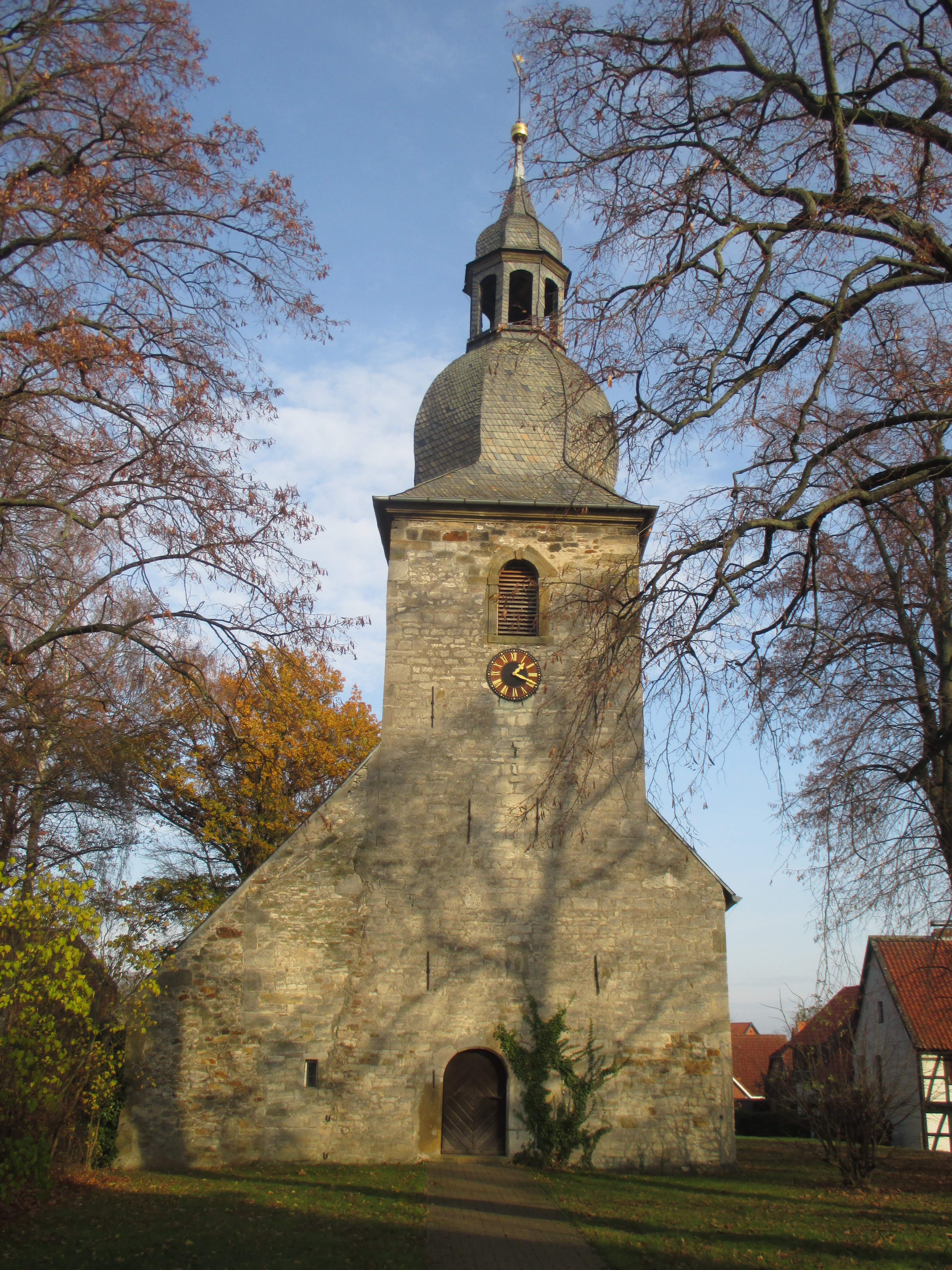
St. Lambertus

Die evangelisch-lutherische Kirche St. Lambertus steht in Burgdorf, einer Gemeinde im Landkreis Wolfenbüttel von Niedersachsen. Die Kirche steht unter Denkmalschutz. Die Kirche gehört zur Kirchengemeinde Burgdorf-Assel der Propstei Salzgitter-Lebenstedt der Evangelisch-lutherischen Landeskirche in Braunschweig.

## Beschreibung
Die romanische Saalkirche aus Bruchsteinen wurde in den folgenden Jahrhunderten mehrfach umgebaut. Das Kirchenschiff wurde verbreitert und ein rechteckiger Chor wurde angebaut. An den Chor wurde nach Norden eine Sakristei errichtet, von der über eine Treppe die Patronatsloge derer von Kniestedt erreicht wird. Das ursprüngliche Portal auf der Südseite ist vermauert. Das heutige Portal liegt auf der Westseite. Es führt zum Vestibül im Erdgeschoss des Dachturms im Westen, in dem eine steinerne Büste eines Bischofs aus der ersten Hälfte des 14. Jahrhunderts steht. Im Innern des Chors weisen die Strebepfeiler und die Konsolen an den Ecken auf ein geplantes steinernes Kreuzgewölbe hin. Gebaut wurde dann aber ein hölzernes Tonnengewölbe. Der Dachturm erhielt 1766 eine achtseitige, schiefergedeckte Haube, auf der eine offene Laterne sitzt.
Der Innenraum des Kirchenschiffs ist flachgedeckt. Zwischen Kirchenschiff und Chor befindet sich ein Triumphbogen. In den 1960er Jahren wurden die Emporen an der Nord- und Südseite abgebaut, ebenso der Kanzelaltar von 1727, von dem nur die säulengegliederte Kanzel erhalten blieb. Am Kanzelkorb befinden sich Statuetten der vier Evangelisten. Die erste Orgel wurde 1777 gebaut. 1901 wurde sie durch eine Orgel mit 12 Registern, zwei Manualen und einem Pedal von P. Furtwängler & Hammer ersetzt.